# Trimma hotsarihiensis
Trimma hotsarihiensis är en fiskart som beskrevs av Richard Winterbottom 2009. Trimma hotsarihiensis ingår i släktet Trimma och familjen smörbultsfiskar. Inga underarter finns listade i Catalogue of Life.